# Ambengana complexipalpis
Ambengana complexipalpis är en spindelart som beskrevs av Alfred Frank Millidge och Anthony Russell-Smith 1992. Ambengana complexipalpis ingår i släktet Ambengana och familjen täckvävarspindlar.
Artens utbredningsområde är Bali. Inga underarter finns listade i Catalogue of Life.